# Tragia incana
Tragia incana är en törelväxtart som beskrevs av Johann Friedrich Klotzsch och Johannes Müller Argoviensis. Tragia incana ingår i släktet Tragia och familjen törelväxter.
Artens utbredningsområde är Uruguay. Inga underarter finns listade i Catalogue of Life.